# Белая Криница (Николаевская область)
Бе́лая Крини́ца (укр. Біла Криниця) — село в Березнеговатском районе Николаевской области Украины.
Основано в 1922 году. Население по переписи 2001 года составляло 315 человек. Почтовый индекс — 56254. Телефонный код — 5168. Занимает площадь 0,704 км².

## Местный совет
56354, Николаевская обл., Березнеговатский р-н, с. Белая Криница, ул. Кузьменка, 48.